# Jean-Jacques Serres
Pour les articles homonymes, voir Serres.
Jean-Jacques Serres (1755-1828) est un homme politique et haut fonctionnaire français.

## Biographie
Originaire de la région d'Alès, il est député de l'île de France (actuelle île Maurice) de 1793 à 1795, avant de devenir sous-préfet de l'arrondissement d'Alès de 1800 à 1815.